# Варданян, Гурген Норикович
Гурген Норикович Варданян (арм. Գուրգեն Վարդանյան, венг. Vardanjan Gurgen; род. 18 октября 1963, Ереван, Армянская ССР) — тренер по фигурному катанию, воспитавший первую венгерскую чемпионку Европы в женском одиночном катании Юлию Шебештьен.

## Биография
Начал заниматься фигурным катанием в 1976 году в Ереване под руководством Елены Слеповой. Одним из первых крупных соревнований стала Зимняя Спартакиада народов СССР 1978 в Свердловске, где он выступал в турнире юниоров. С 1978 по 1980 год входил в молодёжную, а в 1980—1987 годах — в национальную сборную СССР, тренировался под руководством советского тренера Елены Чайковской. Участвовал и был призёром различных международных соревнований. В 1983, 1986, 1987 годах выигрывал Кубок СССР, а в 1984 году ему было присвоено звание мастера спорта международного класса.
С 1987 года перешёл на тренерскую работу. В 1987—1989 годах работал сначала тренером, а потом директором СДЮСШОР в Ереване. В декабре 1989 года по приглашению Федерации фигурного катания Венгрии переехал в эту страну для работы с местными фигуристами. Среди его учениц чемпионки Венгрии, участницы чемпионатов мира и Европы Тамара Дорофеев и Диана Пот, а также девятикратная чемпионка Венгрии, чемпионка Европы Юлия Шебештьен. С Юлией Шебештьен Варданян начал работать, когда ей было 8 лет, и с некоторыми перерывами продолжал тренировать эту фигуристку в течение всей её спортивной карьеры. С 1994 года он также тренировал своего сына, четырёхкратного чемпиона Венгрии в мужском одиночном катании Тиграна Варданяна.
В 2010 году переехал в Великобританию в Ноттингем, где работал директором «National Ice Centre». Тренировал Дейвида Ричардсона, чемпиона Великобритании 2011 года.
В 2018—2023 годах — спортивный директор Федерации фигурного катания Венгрии. Покинул пост на фоне недовольства родителей фигуристов и СМИ политикой «русификации» Варданяном венгерского фигурного катания. По их мнению, Варданян пригласил в сборную Венгрии слишком большое количество россиян, из-за чего венгерские фигуристы не имели возможности выступать за свою сборную.

## Семья
- Асмик Нориковна Варданян (род. 1967) — сестра, трёхкратный призер чемпионата СССР среди юниоров в женском одиночном катании (1981—1983), мастер спорта СССР, тренер, доцент кафедры фигурного катания и педагогики РГУФКСиТ;
- Ераняк Ипакян (род. 1963) — жена, тренер и хореограф, работает с фигуристами Венгрии;
- Тигран Варданян (род. 1989) — сын, четырёхкратный чемпион Венгрии в одиночном катании (2007—2009, 2011), участник чемпионатов мира и Европы.